# Faronta punctilinea
Faronta punctilinea är en fjärilsart som beskrevs av Stephens 1850. Faronta punctilinea ingår i släktet Faronta och familjen nattflyn. Inga underarter finns listade i Catalogue of Life.